# Jean-Marie Larrieu
Jean-Marie Larrieu (* 8. April 1965 in Lourdes) ist ein französischer Filmregisseur. Jean-Marie Larrieu arbeitet dabei meist mit seinem Bruder Arnaud Larrieu zusammen.

## Filmografie (Auswahl)
- 1999: Fin d’été
- 2000: Die Kluft (La brèche de Roland)
- 2003: Un homme, un vrai
- 2005: Malen oder Lieben (Peindre ou faire l’amour)
- 2008: Le voyage aux Pyrénées
- 2009: Les derniers jours du monde
- 2013: Liebe ist das perfekte Verbrechen (L’amour est un crime parfait)
- 2015: 21 Nächte mit Pattie (Vingt et une nuits avec Pattie) – Regie: Arnaud Larrieu, Jean-Marie Larrieu
- 2021: Tralala  – Regie: Arnaud Larrieu, Jean-Marie Larrieu